# EuroEyes Cyclassics 2017
L'EuroEyes Cyclassics 2017 va ser la 22a edició de la cursa ciclista EuroEyes Cyclassics. Es va disputar el diumenge 20 d'agost de 2017 en un recorregut de 217,7 km, amb origen i final a Hamburg.
La victòria fou per l'italià Elia Viviani (Team Sky), que s'imposà en l'esprint al francès Arnaud Démare (FDJ) i al belga Dylan Groenewegen (LottoNL-Jumbo).

## Equips participants
En la cursa hi prenen part 22 equips, els 18 World Tour i 3 equips continentals professionals:
| WorldTeams (18)- AG2R La Mondiale - Astana - Bahrain-Merida - BMC Racing Team - Bora-Hansgrohe - Cannondale-Drapac - Dimension Data - FDJ - Katusha-Alpecin - Lotto-Soudal - Lotto NL-Jumbo - Movistar Team - Orica-Scott - Quick-Step Floors - Sky - Team Sunweb - Trek-Segafredo - UAE Team Emirates Equips continentals professionals (3)- CCC Sprandi Polkowice - Cofidis, Solutions Crédits - Gazprom-RusVelo |
| |

## Classificació final
| \| Classificació general \| Classificació general \| Classificació general \| Classificació general \| Classificació general \| \| Corredor \| Corredor \| Equip \| Temps \| \| \| --------------------- \| ------------------------------- \| -------------------------- \| --------------------- \| --------------------- \| \| 1r \| Elia Viviani \| Team Sky \| 5h 15' 51" \| \| \| 2n \| Arnaud Démare \| FDJ \| + 0" \| \| \| 3r \| Dylan Groenewegen \| LottoNL-Jumbo \| + 0" \| \| \| 4t \| Alexander Kristoff \| Katusha-Alpecin \| + 0" \| \| \| 5è \| André Greipel \| Lotto-Soudal \| + 0" \| \| \| 6è \| Maximiliano Richeze Araquistain \| Quick-Step Floors \| + 0" \| \| \| 7è \| Jasper Stuyven \| Trek-Segafredo \| + 0" \| \| \| 8è \| Marko Kump \| UAE Team Emirates \| + 0" \| \| \| 9è \| Nacer Bouhanni \| Cofidis, Solutions Crédits \| + 0" \| \| \| 10è \| Rudy Barbier \| AG2R La Mondiale \| + 0" \| \| \| 11è \| Sam Bennett \| Bora-Hansgrohe \| + 0" \| \| \| 12è \| Jean-Pierre Drucker \| BMC Racing Team \| + 0" \| \| \| 13è \| Rick Zabel \| Katusha-Alpecin \| + 0" \| \| \| 14è \| Niccolò Bonifazio \| Bahrain-Merida \| + 0" \| \| \| 15è \| Heinrich Haussler \| Bahrain-Merida \| + 0" \| \| \| 16è \| Roberto Ferrari \| UAE Team Emirates \| + 0" \| \| \| 17è \| Simone Consonni \| UAE Team Emirates \| + 0" \| \| \| 18è \| Ruslan Tleubàiev \| Astana \| + 0" \| \| \| 19è \| Reinardt Janse van Rensburg \| Dimension Data \| + 0" \| \| \| 20è \| Quentin Jauregui \| AG2R La Mondiale \| + 0" \| \| |                                 |                            |            |
| |                                 |                            |            |
| Font: ProCyclingStats |                                 |                            |            |
| Classificació general |                                 |                            |            |
| Corredor | Corredor                        | Equip                      | Temps      |
| 1r | Elia Viviani                    | Team Sky                   | 5h 15' 51" |
| 2n | Arnaud Démare                   | FDJ                        | + 0"       |
| 3r | Dylan Groenewegen               | LottoNL-Jumbo              | + 0"       |
| 4t | Alexander Kristoff              | Katusha-Alpecin            | + 0"       |
| 5è | André Greipel                   | Lotto-Soudal               | + 0"       |
| 6è | Maximiliano Richeze Araquistain | Quick-Step Floors          | + 0"       |
| 7è | Jasper Stuyven                  | Trek-Segafredo             | + 0"       |
| 8è | Marko Kump                      | UAE Team Emirates          | + 0"       |
| 9è | Nacer Bouhanni                  | Cofidis, Solutions Crédits | + 0"       |
| 10è | Rudy Barbier                    | AG2R La Mondiale           | + 0"       |
| 11è | Sam Bennett                     | Bora-Hansgrohe             | + 0"       |
| 12è | Jean-Pierre Drucker             | BMC Racing Team            | + 0"       |
| 13è | Rick Zabel                      | Katusha-Alpecin            | + 0"       |
| 14è | Niccolò Bonifazio               | Bahrain-Merida             | + 0"       |
| 15è | Heinrich Haussler               | Bahrain-Merida             | + 0"       |
| 16è | Roberto Ferrari                 | UAE Team Emirates          | + 0"       |
| 17è | Simone Consonni                 | UAE Team Emirates          | + 0"       |
| 18è | Ruslan Tleubàiev                | Astana                     | + 0"       |
| 19è | Reinardt Janse van Rensburg     | Dimension Data             | + 0"       |
| 20è | Quentin Jauregui                | AG2R La Mondiale           | + 0"       |